# Archytas seabrai
Archytas seabrai là một loài ruồi trong họ Tachinidae.